# وليام الذراع الحديدية
وليام الذراع الحديدية (ولد قبل 1010 - توفي 1046) كان من المغامرين النورمان ومؤسس ثروات سلالة هوتفيل. هو واحد من اثني عشر ابنًا لتانكريد هوتفيل. سافر إلى جنوب إيطاليا مع أخيه الأصغر دروغو في النصف الأول من القرن الحادي عشر (تقريبًا 1035)، وذلك استجابة لطلب زملائه النورمان بزعامة رينولف درينغوت كونت أفيرسا.